# Koivusaari (ö i Finland, Lappland, Östra Lappland, lat 65,88, long 28,30)
Koivusaari är en ö i Finland. Den ligger i sjön Kynsijärvi och i kommunen Posio i den ekonomiska regionen  Östra Lapplands ekonomiska region  och landskapet Lappland, i den nordöstra delen av landet, 700 km norr om huvudstaden Helsingfors. Öns area är 0,3 hektar och dess största längd är 80 meter i öst-västlig riktning.